# Аннабел Костен
Аннабел Костен (нід. Annabel Kosten, 23 травня 1977) — нідерландська плавчиня.
Призерка Олімпійських Ігор 2004 року.
Призерка Чемпіонату Європи з водних видів спорту 2004 року.
Чемпіонка Європи з плавання на короткій воді 2003 року, призерка 2001 року.